# Ermenegildo Florit
Ermenegildo Florit (5 lipca 1901, Fagagna, archidiecezja Udine – 8 grudnia 1985, Florencja), włoski duchowny katolicki, arcybiskup Florencji, kardynał, w latach 1965-1966 członek komitetu zarządzającego Konferencją Episkopatu Włoch.
Kształcił się w seminarium w Udine i Rzymie, w Papieskim Instytucie Biblijnym w Rzymie oraz Papieskim Athenaeum Laterańskim w Rzymie. Przyjął święcenia kapłańskie 11 kwietnia 1925. W latach 1927–1929 był duszpasterzem w archidiecezji Udine, następnie przez kilkadziesiąt lat wykładał w Athenaeum Laterańskim, gdzie był także dziekanem wydziału teologicznego i wicerektorem. W 1951 został obdarzony godnościami kanonika bazyliki S. Marco oraz papieskiego prałata domowego.
12 lipca 1954 mianowany arcybiskupem tytularnym Geropoli di Siria, z prawami koadiutora Florencji; przyjął sakrę biskupią 12 września 1954 w Rzymie. 9 marca 1962 został arcybiskupem metropolitą Florencji. Brał udział w obradach Soboru Watykańskiego II. 22 lutego 1965 papież Paweł VI wyniósł go do godności kardynalskiej, nadając tytuł prezbitera Regina Apostolarum. W marcu 1965 był legatem papieskim na XVII Narodowym Kongresie Eucharystycznym w Pizie.
W czerwcu 1977 złożył rezygnację z rządów archidiecezją Florencja, pozostał jednak aktywnym członkiem Kolegium Kardynalskiego, biorąc udział w obu konklawe w 1978 i w I sesji plenarnej Kolegium w Watykanie w 1979. Prawo udziału w konklawe utracił wraz z ukończeniem 80. roku życia w lipcu 1981. Został pochowany w bazylice S. Maria del Fiore we Florencji.